# Domanín, Hodonín
Domanín là một làng thuộc huyện Hodonín, vùng Jihomoravský, Cộng hòa Séc.